# Borda Vielha
La Borda Vielha és una obra del municipi d'Es Bòrdes inclòs en l'Inventari del Patrimoni Arquitectònic de Catalunya.

## Descripció
Paral·lela a la capièra de la borda hi ha una gran balconada, orientada a l'est, formada per balustres en fustes planes, artísticament retallades, i fins i tot calades, que, per la seva forma sembla que hagi volgut imitar la silueta dels balustres de pedra i marbre d'estil neoclàssic en forma de columneta, motiu pel qual és possible que respongui a una influència francesa. Es caracteritza per tenir l'estructura bàsicament construïda en fusta. Sobresurt de la façana mantinguda per un embigat encastat a la paret. El paviment és de taulons de fusta. La porta d'accés presenta una fulla opaca.
La teulada de dues pales i vessant trencada és coberta per pissarres. El seu estat de conservació és bastant dolent. En un extrem hi ha una petita lucana, la qual podria servir com a colomer.
Situada en el centre de la façana la porta d'accés a la borda és de doble fulla, on una de les fulles està partida transversalment. El marc en fusta s'assenta sobre dues pedres en marbre. Com a llinda s'aprofita la base de la balconada.

## Història
Els balcons i balconades, en especial els de fusta, es troben a tot el llarg del Pirineu i pre-Pirineu, i són, en opinió de Violant i Simorra, relativament novells: apareixen vers el segle xvii, i més encara al xviii i començaments del XIX, moment en què, en evolucionar el volum de la casa, també va evolucionar la finestra o gran finestra sota la coberta que feia de solar i assecador, i s'anà convertint a poc a poc en eixidor i en balcó. Malgrat aquesta cita de Violant i Simorra els balcons o balconades no són un tret característic en l'arquitectura popular aranesa. Encara que en quasi totes les poblacions de la Vall hi ha alguna casa que té una balconada en fusta degut normalment al seu estatus social i per qüestions d'influència del país veí França. En aquest cas és molt curiós que la balconada se situï en la borda i no en la casa. La seva funcionalitat és com a assecador.